# Ernst Hammer (General)
Ernst Hammer (* 20. Oktober 1884 in Falkenau an der Eger; † 2. Dezember 1957 in Wien) war ein österreichischer Ingenieur und Offizier, zuletzt Generalleutnant im Zweiten Weltkrieg.

## Leben
Ernst Hammer trat am 1. Oktober 1903 als Einjährig-Freiwilliger in das k.u.k. Fußartillerie-Regiment Nr. 3 ein. Am 1. Januar 1901 wurde er zum Leutnant der Reserve befördert und am 1. Mai 1907 wieder aktiviert. Er diente als Offizier im Ersten Weltkrieg im Heer der Österreichisch-Ungarischen Monarchie. Bis 1915 wurde er Hauptmann und war im Artillerie-Stab des Heeres.
Nach dem Krieg wurde er in das Bundesheer übernommen, wurde hier am 1. Mai 1924 Oberstleutnant und am 1. November 1930 Oberst i. G. Ab 1. Oktober 1936 war er, vormals im Bundesministerium für Landesverteidigung, Arsenalkommandant und Kommandant aller staatlichen Rüstungsbetriebe. In dieser Position wurde er am 22. Dezember 1936 Generalmajor i. G. 1938 wurde er in die Wehrmacht übernommen. Später wurde er Artilleriekommandeur 32 (ArKo) (Köslin). Anschließend war er ab August 1939 Kommandeur der neu aufgestellten 75. Infanterie-Division und wurde am 1. November 1940 Generalleutnant. Ende Juni 1941 war die Division unter seinem Kommando in der Panzerschlacht bei Dubno-Luzk-Riwne eingebunden. Am 28. Oktober 1941 erklärte Hammer als Kommandeur der 75. Infanterie-Division, „Frauenpersonen in russischer Uniform“ seien „grundsätzlich sofort zu erschießen“, da sie „nicht als Angehörige der feindlichen Wehrmacht betrachtet werden“ könnten. Anfang September 1942 gab er das Kommando ab und übernahm von Mitte Oktober 1942 bis zur Auflösung die Division Nr. 190, die spätere 190. Infanterie-Division. Am 13. April 1945 kam er im Ruhrkessel in Kriegsgefangenschaft.
Nach dem Krieg wohnte er in Wien.

## Auszeichnungen
- Eisernes Kreuz II. und I. Klasse
- Ritterkreuz des Eisernen Kreuzes am 20. Dezember 1941[7][8]